# Женская сборная Швеции по волейболу
Женская национальная сборная Швеции по волейболу (швед. Sveriges damlandslag i volleyboll) — представляет Швецию на международных соревнованиях по волейболу. Управляющей организацией выступает Шведская федерация волейбола (швед. Svenska Volleybollförbundet — SVF).

## История
Волейбол появился в Швеции сразу после Второй мировой войны благодаря переселенцам из Латвии и Эстонии и деятельности Ассоциации молодых христиан (YMCA). В 1946 году Шведским спортивным союзом в Стокгольме были организованы первые курсы по обучению волейболу. В 1961 основана Шведская федерация волейбола, через год вступившая в ФИВБ. С 1962 проводятся чемпионаты страны среди мужских и женских команд.
Свой первый матч женская волейбольная сборная Швеции провела 3 мая 1964 года в Мальмё против национальной команды Дании и уступила 0:3. В 1965 шведские волейболистки одержали первую победу, переиграв в товарищеском матче сборную Норвегии.
В 1967 году женская сборная Швеции впервые вышла на официальную международную арену, приняв участие в чемпионате Европы, который проходил в Турции. В стартовом поединке шведки уступила хозяйкам соревнований со счётом 0:3. Всего же на своих дебютных соревнованиях волейболистки Швеции провели 8 матчей и во всех проиграли, сумев взять лишь один сет в последнем матче на турнире в игре против сборной Швейцарии. Итог — последнее 15-е место.
На следующем чемпионате Европы, проходившем в 1971 году в Италии, шведки также были среди команд-участниц и уже с бо́льшим успехом. На предварительном этапе сборная Швеции уступила командам СССР и Швейцарии, а в утешительном турнире из 5 матчей выиграли три, заняв в итоге как и в предыдущем чемпионате 15-е место, но уже среди 18 сборных.
После введения отборочных турниров континентальных первенств женская сборная Швеции вплоть до 2021 года лишь раз сумела квалифицироваться в основной турнир. В 1983 шведские волейболистки уверенно выиграли путёвку на чемпионат, но на самом турнире выглядели явно слабее своих конкурентов. Во всех семи матчах чемпионата шведки уступили с общим счётом 2:21.
На протяжении последующих вот уже более 30 лет женская сборная Швеции в отборочных турнирах чемпионатов Европы участвовала нерегулярно и успехов не добивалась. В 2011 году шведские волейболистки впервые в своей истории приняли участие в олимпийской квалификации, а на чемпионаты мира до сих пор ни разу не заявлялись.
В 2018 году к сборной Швеции пришёл первый локальный успех. Национальная команды страны первенствовала в Серебряной лиге — втором дивизионе Евролиги.
В 2021 году шведские волейболистки под руководством итальянского тренера Этторе Гуидетти за явным превосходством стали первыми в своей отборочной группе чемпионата Европы и выиграли путёвку на континентальное первенство. На самом чемпионате «Старого света» сборная Швеции вышла в 1/8-финала, где неожиданно для специалистов оказалась сильнее сборной Болгарии, переиграв своих оппоненток на их поле со счётом 3:2. Только на четвертьфинальной стадии шведок сумела остановить команда Нидерландов.  
В настоящее время волейбол в Швеции из игровых видов спорта уступает в популярности прежде всего футболу, хоккею с шайбой, хоккею с мячом, гандболу и баскетболу.

## Результаты выступлений

### Олимпийские игры
Сборная Швеции приняла участие только в одном квалификационном турнире Олимпийских игр.
- 2012 — не квалифицировалась

### Чемпионаты мира
В чемпионатах мира (основные и отборочные турниры) до 2022 года сборная Швеции участия не принимала.
- 2025 —

### Кубок претендентов ФИВБ
- 2023 —  2-е место
- 2024 — 5—8-е место

### Чемпионаты Европы
| - 1949 — не участвовала - 1950 — не участвовала - 1951 — не участвовала - 1955 — не участвовала - 1958 — не участвовала - 1963 — не участвовала - 1967 — 15-е место - 1971 — 15-е место - 1975 — не участвовала - 1977 — не квалифицировалась - 1979 — не участвовала - 1981 — не квалифицировалась - 1983 — 12-е место - 1985 — не квалифицировалась - 1987 — не квалифицировалась - 1989 — не квалифицировалась - 1991 — не квалифицировалась | - 1993 — не квалифицировалась - 1995 — не участвовала - 1997 — не участвовала - 1999 — не квалифицировалась - 2001 — не участвовала - 2003 — не квалифицировалась - 2005 — не квалифицировалась - 2007 — не квалифицировалась - 2009 — не участвовала - 2011 — не квалифицировалась - 2013 — не квалифицировалась - 2015 — не квалифицировалась - 2017 — не квалифицировалась - 2019 — не квалифицировалась - 2021 — 5—8-е место - 2023 — 9—16-е место - 2026 — |

- 2021: Эльза Аррестад, София Андерссон, Линда Андерссон, Софи Шёберг, Далила-Лилли Топич, Ребекка Лазич, Изабель Хок, Александра Лазич, Ханна Хельвиг, Диана Лундвалль, Вильма Андерссон, Анна Хок, Юлия Нильссон, Габриэлла Лундвалль. Тренер — Этторе Гуидетти.
- 2023: Эльза Аррестад, Линда Андерссон, Юнна Вассерфаллер, Ребекка Лазич, Изабель Хок, Александра Лазич, Хильда Густафссон, Филиппа Бринк, Ханна Хельвиг, Вильма Юлевик (Андерссон), Анна Хок, Юлия Нильссон, Элин Ларссон, Эмма Андерссон. Тренер — Юкка Лехтонен.

### Евролига
До 2016 в розыгрышах Евролиги сборная Швеции участия не принимала.
- 2017 — 10—12-е место
- 2018 — 13-е место (1-е в Серебряной лиге)
- 2019 — 10—12-е место
- 2021 — не участвовала
- 2022 — 10-е место (1-е в Серебряной лиге)
- 2023 —  2-е место
- 2024 —  1-е место
- 2025 — 4-е место

- 2017: Мартина Свенссон, Линда Андерссон, Юнна Вассерфаллер, Жозефина Тегенфалк, Софи Шёберг, Изабель Хок, Стина Рикс, Филиппа Ханссон, Ханна Хельвиг, Диана Лундвалль, Вильма Андерссон, Фанни Скогсфорс, Фанни Андерссон. Тренер — Гильермо Гальярдо.
- 2018: Тира Арескуг, Фанни Охман, Линда Андерссон, Юнна Вассерфаллер, Жозефина Тегенфалк, Софи Шёберг, Далила-Лилли Топич, Ребекка Лазич, Изабель Хок, Александра Лазич, Филиппа Ханссон, Диана Лундвалль, Вильма Андерссон, Анна Хок, Изабель Реффель. Тренер — Юнас Свантессон.
- 2023: Эльза Аррестад, Линда Андерссон, Юнна Вассерфаллер, Изабель Хок, Александра Лазич, Хильда Густафссон, Филиппа Бринк, Ханна Хельвиг, Вильма Юлевик, Анна Хок, Юлия Нильссон, Элин Ларссон, Эмма Андерссон, Паулина Линдберг. Тренер — Лаури Хакала.
- 2024: Линда Андерссон, Сесилия Мальм, Хедда Броберг, Изабель Хок, Александра Лазич, Хильда Густафссон, Филиппа Бринк, Кирстен ван Лёйсен, Вильма Юлевик, Анна Хок, Юлия Нильссон, Паулина Линдберг, Сага Нильссон, Эмми Андерссон. Тренер — Джулио-Чезаре Бреголи.

### Северный чемпионат
Проводился в 1966—2002 по чётным годам среди сборных команд стран Скандинавии и Финляндии
- 1-е место — 1972, 1974, 1978, 1982, 1986, 1996.
- 2-е место — 1976, 1980, 1998, 2000.
- 3-е место — 1966, 1968, 1970, 1984, 1988, 1990, 1992, 2002.
- 4-е место — 1994.

### Кубок весны
Женская сборная 5 раз становилась призёром традиционного международного турнира Кубок весны (Spring Cup), который ежегодно (с 1962 для мужских и с 1973 для женских сборных команд) проводился по инициативе федераций волейбола западноевропейских стран.
- 2-е место — 1980, 1985.
- 3-е место — 1977, 1987, 2006.

## Состав
Сборная Швеции в соревнованиях 2024 года (Евролига, Кубок претендентов ФИВБ)
| №  | Имя, фамилия       | Год рождения | Рост | Амплуа      | Клуб                           |
| -- | ------------------ | ------------ | ---- | ----------- | ------------------------------ |
| 2  | Майя Таброн        | 2002         | 179  | нападающая  | Южный методистский университет |
| 3  | Линда Андерссон    | 1998         | 188  | центральная | «МАВ-Элёре» Секешфехервар      |
| 5  | Сесилия Мальм      | 2002         | 180  | нападающая  | «Шарлеруа»                     |
| 7  | Хедда Броберг      | 2001         | 185  | центральная | «Эребру»                       |
| 10 | Изабель Хок        | 1999         | 195  | нападающая  | «Имоко Воллей» Конельяно       |
| 11 | Александра Лазич   | 1994         | 188  | нападающая  | «Кунео»                        |
| 12 | Хильда Густафссон  | 2002         | 185  | связующая   | «Вандёвр-Нанси» Нанси          |
| 13 | Филиппа Бринк      | 2001         | 170  | либеро      | «Сокол» Штернберк              |
| 15 | Кирстен ван Лёйсен | 1998         | 193  | центральная | «Зволле»                       |
| 16 | Вильма Юлевик      | 1999         | 182  | связующая   | «Эврё»                         |
| 17 | Анна Хок           | 1996         | 179  | нападающая  | «Остин» — LOVB                 |
| 18 | Юлия Нильссон      | 1997         | 191  | центральная | «Нептюн де Нант» Нант          |
| 19 | Паулина Линдберг   | 2002         | 189  | нападающая  | «Пёлкки Куусамон» Куусамо      |
| 20 | Сага Нильссон      | 2001         | 184  | нападающая  | «Йиславед»                     |
| 25 | Эмми Андерссон     | 1998         | 169  | либеро      | «Линчёпинг»                    |

- Главные тренеры —  Джулио-Чезаре Бреголи.
- Тренер —  Маттиа Коцци,  Кристиан Пьяццезе, .